# Trichomycterus therma
Trichomycterus therma är en fiskart som beskrevs av Fernández och Miranda 2007. Trichomycterus therma ingår i släktet Trichomycterus och familjen Trichomycteridae. Inga underarter finns listade i Catalogue of Life.